# Lepturges symmetricus
Lepturges symmetricus är en skalbaggsart som först beskrevs av Samuel Stehman Haldeman 1847.  Lepturges symmetricus ingår i släktet Lepturges och familjen långhorningar. Inga underarter finns listade i Catalogue of Life.